# 1965年の相撲
1965年の相撲（1965ねんのすもう）は、1965年の相撲関係のできごとについて述べる。

## 大相撲

### できごと
- 1月10日 - 1月場所初日。今場所から完全部屋別総当たり制を実施。これにより初日から横綱大鵬（二所ノ関）と小結玉乃島（片男波）の二所ノ関一門同士の一番が組まれ、玉乃島が勝利。また、4日目に横綱大関戦が組まれ、大関佐田の山（出羽海）が出羽海一門の横綱栃ノ海（春日野）を破る。物言いは携帯マイクをやめて正面の検査役が経過を説明することになった[1][2]。
- 1月27日 - 1月場所後の番付編成会議で佐田の山の横綱推挙が決定する[3][4]。
- 2月5日 - 佐田の山がエールフランス招待で渡欧[3][4]。
- 3月5日 - 元大関の若羽黒廃業[3][4]。
- 3月7日 - 3月場所初日。佐田の山が新横綱となり4横綱（大鵬、柏戸、栃ノ海、佐田の山）に[3][4]。
- 3月31日 - 相撲協会、養老院にいる元横綱男女ノ川に義援金を贈る[3][4]。
- 4月 - 広島準本場所11日間、横綱栃ノ海優勝[4]。
- 5月10日 - 二子山（元横綱若乃花）の実弟花田が初土俵[5]。
- 5月21日 - 5月場所12日目、昭和天皇、皇后観戦[5][4]。
- 5月 - 前年のハワイ巡業の際、帰国時に複数の力士が拳銃を無許可で国内にもちこんでいたことが発覚し、元力士が逮捕され、現役力士複数が書類送検された[5][4]。
- 6月27日 - 7月場所場所初日。今回より愛知県体育館が会場となる[6][5]。
- 7月25日 - ソ連公演を実施。モスクワ・ハバロフスクで興行を行う（8月10日帰国）[5]。
- 10月 - 大阪準本場所15日間、横綱大鵬優勝[4]。
- 11月場所を最後に雷電賞休止。

### 本場所
- 一月場所（蔵前国技館・10日～24日）
幕内最高優勝 : 佐田の山晋松（13勝2敗,3回目）
殊勲賞-明武谷、敢闘賞-若杉山、技能賞-清國
十両優勝 : 若ノ國豪夫（12勝3敗）
- 三月場所（大阪府立体育館・7日～21日）
幕内最高優勝 : 大鵬幸喜（14勝1敗,16回目）
殊勲賞-玉乃島、敢闘賞-大豪、技能賞-清國
十両優勝 : 天水山正則（12勝3敗）
- 五月場所（蔵前国技館・9日～23日）
幕内最高優勝 : 佐田の山晋松（14勝1敗,4回目）
殊勲賞-玉乃島、敢闘賞-前田川
十両優勝 : 清の盛政緒（13勝2敗）
- 七月場所（愛知県体育館・6月27日～7月11日）
幕内最高優勝 : 大鵬幸喜（13勝2敗,17回目）
殊勲賞-清國、敢闘賞-栃王山
十両優勝 : 天津風征夫（12勝3敗）
- 九月場所（蔵前国技館・5日～19日）
幕内最高優勝 : 柏戸剛(13勝2敗,3回目）
殊勲賞-琴櫻、敢闘賞-明武谷、技能賞-長谷川
十両優勝 : 花光節夫（12勝3敗）
- 十一月場所（福岡スポーツセンター・7日～21日）
幕内最高優勝 :大鵬幸喜（13勝2敗,18回目）
殊勲賞-明武谷、敢闘賞-大豪、技能賞-鶴ヶ嶺
十両優勝 : 玉嵐孝平（12勝3敗）
- 年間最優秀力士賞（年間最多勝):佐田の山晋松（74勝16敗）

## 誕生
- 2月10日 - 秀ノ花行秀（最高位：十両5枚目、所属：花籠部屋→放駒部屋）
- 2月22日 - 南海龍太郎（最高位：前頭2枚目、所属：高砂部屋）[7]
- 4月14日 - 大岳宗正（最高位：十両2枚目、所属：時津風部屋）
- 4月21日 - 木村晃之助（三役格行司、所属：九重部屋）[8]
- 5月19日 - 鳥海龍秀俊（最高位：十両9枚目、所属：鏡山部屋）
- 5月22日 - 山錦喜章（最高位：十両10枚目、所属：出羽海部屋）
- 8月6日 - 久島海啓太（最高位：前頭筆頭、所属：出羽海部屋、+ 2012年【平成24年】）[9]
- 9月5日 - 星誕期偉真智（最高位：十両3枚目、所属：陸奥部屋）[10]
- 9月15日 - 駒不動大助（最高位：前頭13枚目、所属：花籠部屋→放駒部屋）[11]
- 9月22日 - 豊ノ海真二（最高位：前頭筆頭、所属：二子山部屋→藤島部屋→二子山部屋、+ 2021年【令和3年】）[12][13]
- 10月2日 - 熊翁博（最高位：十両5枚目、所属：高砂部屋、+ 1997年【平成9年】）
- 10月17日 - 琴別府要平（最高位：前頭筆頭、所属：佐渡ヶ嶽部屋）[14]
- 11月9日 - 旭里憲治（最高位：前頭14枚目、所属：大島部屋、年寄：中川）[15]
- 11月20日 - 秀ノ海渡累（最高位：十両9枚目、所属：三保ヶ関部屋）

## 死去
- 3月25日 - 浪泉藤市（最高位：十両3枚目、所属：振分部屋、* 1893年【明治26年】）